# Frýdlant (zámek)
Frýdlant je státní hrad a zámek nad městem Frýdlant v okrese Liberec na severu České republiky. Komplex skládající se ze středověkého hradu a renesančního zámku stojící na mohutné čedičové skále nad řekou Smědá v Jizerských horách patří k nejvýznamnějším památkovým celkům v Česku.
Hrad byl pro turisty zpřístupněn již roku 1801, čímž se stal prvním hradním muzeem ve střední Evropě. Kromě obvyklých sbírek zámeckého nábytku a vybavení je součástí expozice také sbírka zbraní a dýmek a také zámecká obrazárna. Památka je ve vlastnictví státu a je přístupná veřejnosti. Její správu zajišťuje Národní památkový ústav.

## Historie
Počátek historie hradu spadá zhruba do první poloviny 13. století, ale mohutná věž zvaná Indica zde dle pověsti stála již roku 1014. Pro větší přehlednost je vhodné historii zámku rozčlenit podle majitelů okolního panství.

### Ronovci
V období raného feudalismu, ve 13. století, byl Frýdlantský výběžek od zbytku Českého království oddělen obtížně prostupným pralesem Jizerských hor. Snad i proto byla zdejší oblast nazývána Záhvozdí. Protože však tudy procházely obchodní stezky do Žitavy a Zhořelce, bylo nutné v této oblasti zajistit obchodníkům relativní bezpečí. Frýdlantsko (a patrně také Žitavsko) drželi v té době Ronovci. Není známo, který člen tohoto starého rodu nechal hrad na skále nad křižovatkou obou stezek vybudovat. Podle pověsti tvořila tehdejší jádro hradu mohutná hradní věž – Indika (Indica), která údajně sloužila kupcům jako maják na dlouhé cestě, protože byl na jejím plochém vrcholu zapalován oheň. Přídomek z Frýdlantu používal již roku 1257 Ronovec Častolov, což by vznik hradu kladlo někam do doby kolem roku 1241, kdy byly České země ohroženy vpádem Tatarů a na ochranu pohraničí byly budovány nové hrady (jako například Lemberk).

### Biberštejnové

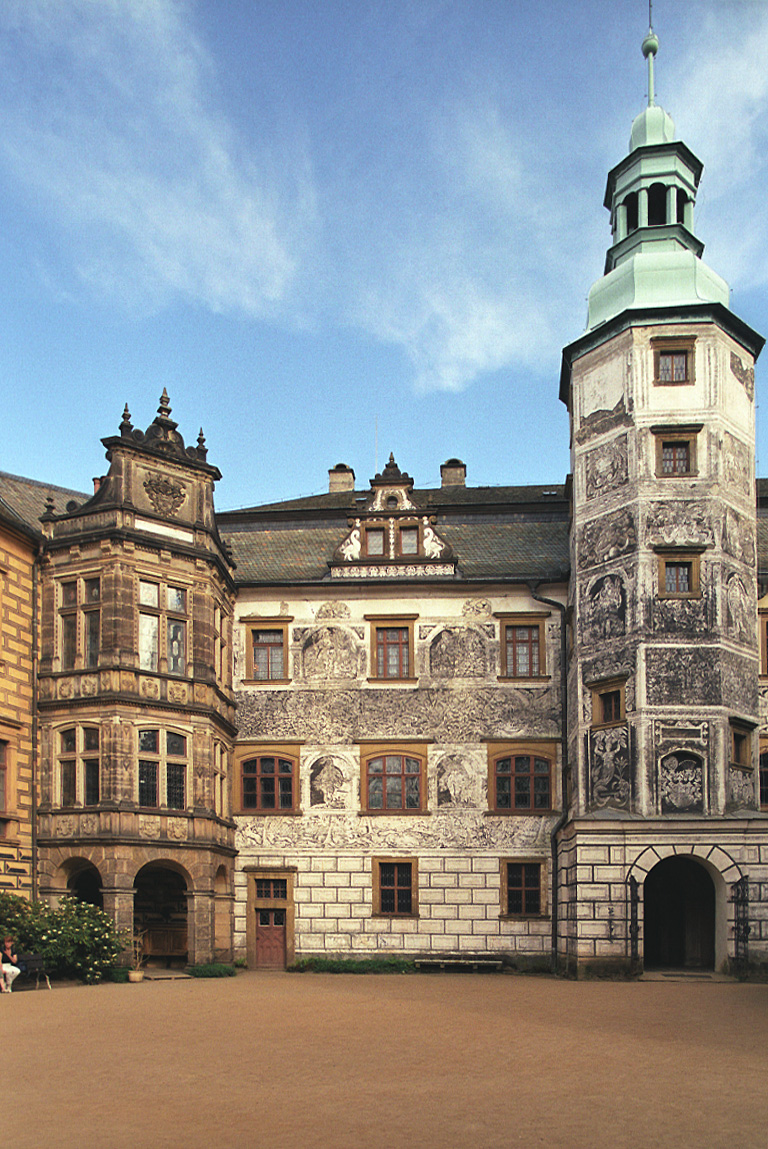
Nádvoří

První písemná zmínka o hradu pochází z roku 1278. Tehdy český král Přemysl Otakar II. údajně nepříliš loajálním, ale zato příliš mocným Ronovcům panství odňal a vzápětí jej za 800 hřiven stříbra prodal známému válečníkovi Rudolfovi „Rulkovi“ z Biberštejna, jehož služeb hodlal využít během nadcházejícího konfliktu s Rudolfem Habsburským. Biberštejnové vytvořili z Frýdlantu jádro svých českých držav a během téměř tří set let, kdy zde sídlili, proměnili Frýdlantsko v prosperující panství s mnohými lény a hrad samotný velkoryse rozšířili a opevnili.

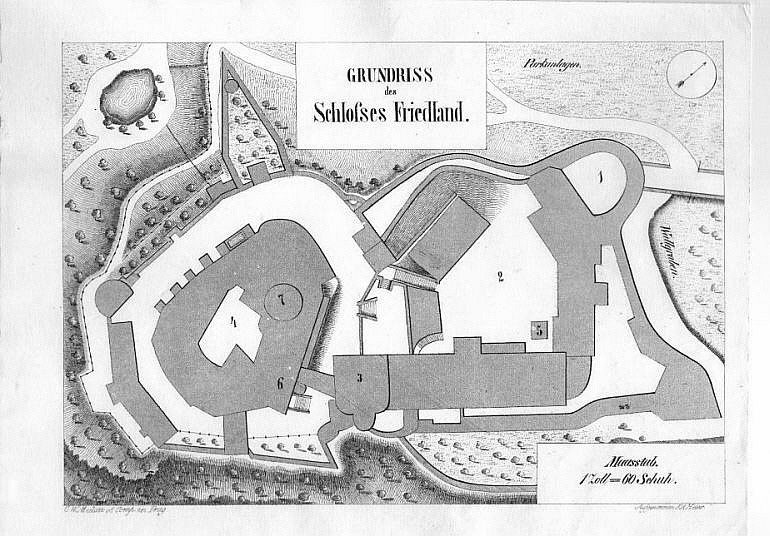
Půdorys frýdlantského hradu
a zámku, cca 1850

Jádrem hradu byla vysoká věž kruhového půdorysu s až 4 metry silnými zdmi, tzv. bergfrit. S ní se na severozápadní straně pojil obdélný opevněný palác. Přístavby ve 14. a 15. století rozšířily opevnění hradu o bašty, vstupní věž na jižní straně hradu a věž s branou na straně severní. Pozdější přístavby v 16. století opevnění ještě doplnily a vysunuly jej dopředu k obraně předhradí. Zároveň umožnily použít při obraně hradu také dělostřelectvo.
Panství se skládalo z množství vrchnostenských a lenních vsí, jeho centrem však bylo městečko Frýdlant, doložené již v letech 1290 a 1306. Bylo obehnáno hradbami, obýváno řemeslníky a dokonce mělo vlastní školu, čímž se ve 14. století stalo nejdůležitějším místem biberštejnského panství. Kromě frýdlantského panství jim patřilo také panství Hamrštejn (pozdější Liberec), panství Sorau v Dolní Lužici a v Horní Lužici statky Tauchritz a Landeskrone. Později zakoupili braniborská panství Beeskow a Storkow a roku 1385 ještě panství Forst v Dolní Lužici. Tímto se stali jedním z nejmocnějších panských roků severních Čech.
Za husitských válek stáli Biberštejnové proti husitům, což dávali najevo jak diplomatickou, tak i vojenskou aktivitou. Proto také husité proti Frýdlantsku několikrát vytáhli, například roku 1427 a poté v listopadu 1428, kdy se jim podařilo vypálit město Frýdlant, dále roku 1430 a 1432. Rok poté město vypálila lužická vojska. O tom, že by během těchto tažení byl dobyt také hrad, se písemné prameny nezmiňují. Aktivita Biberštejnů nijak neopadla ani v období pohusitském. Kromě několika půtek s okolní šlechtou (zejména Doníny) a lužickými městy se zúčastnili také bojů proti králi Jiřímu z Poděbrad. Biberštejnové se v rámci bojů připojili k lužickému vojsku, které vypálilo 4. června 1468 Turnov a později u téhož města utrpělo těžkou porážku. Bratři Václav a Bedřich z Biberštejna také v červnu 1469 přísahali věrnost uherskému králi Matyášovi a zúčastnili se dalších vojenských akcí proti králi Jiřímu a odmítli se podřídit také Vladislavu Jagellonskému. Ten dokonce vydal roku 1487 listinu, kterou oběma bratrům jejich léna odňal a propůjčil je Donínům. Panství však nakonec po tvrdých bojích zůstalo v rukou Biberštejnů.
Roku 1493 došlo mezi Biberštejny – Oldřichem sídlícím na Frýdlantě a jeho synovcem Matyášem sídlícím na Hamrštejně – ke sporu o panství Forst a Triebel, který vyústil v rozdělení rodu na dvě větve – z Frýdlantu a Forstu. Když 15. prosince 1551 zemřel Kryštof z Biberštejna, vymřela jím zároveň i frýdlantská větev Biberštejnů. Česká královská komora zamítla nárok lužické větve rodu na majetek větve frýdlantské a prohlásila jej za odumřelé léno.

### Redernové
Od Královské komory odkoupil panství roku 1558 císařský rada Bedřich z Redernu za 40 000 tolarů. I když rod Redernů vlastnil panství necelých 70 let, pro Frýdlantsko znamenalo toto období značný ekonomický rozmach. Redernové byli schopní obchodníci, zdatní válečníci a obdivovatelé umění, na svém panství podporovali rozvoj podnikání, zejména tkalcovství, sklářství a důlní těžbu. Tato hospodářská prosperita Redernům umožnila realizovat na svých panstvích rozsáhlou stavební činnost, jejíž podstatná část se týkala frýdlantského hradu.

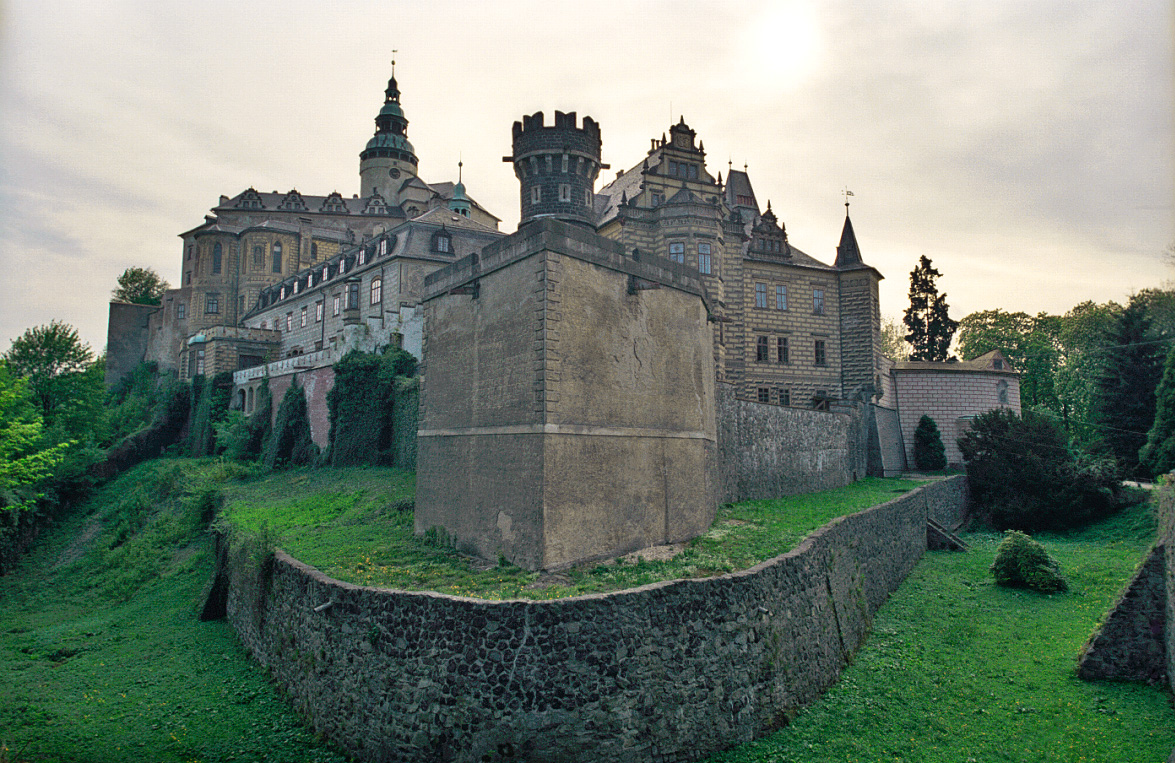
Pohled na hrad od severovýchodu přes baštu „Ostrý roh“

Bedřich sám si svého nového panství příliš neužil, zemřel totiž roku 1564 a majetek po něm zdědili jeho synové Jan Jiří, Sebastian, Fabian, Kryštof a Melchior. Po smrti svých bratří (posledním z nich byl Kryštof 3. září 1591) převzal veškerou správu rodového majetku Melchior z Redernu. Již předtím, roku 1582, zahájil Melchior se svou ženou Kateřinou mohutnou přestavbu a rozšíření dosavadního sídla na reprezentativní renesanční palác. Stavební práce svěřili italskému staviteli Marku Antoniovi de Lanzio. Ten pokračoval v krocích započatých již Biberštejny, na místě původního gotického paláce a jeho přístaveb vystavěl novou budovu (zvanou „horní zámek“), jejíž interiéry nechal vyzdobit štukem a jejíž okna a dveře dostaly renesanční ostění. Hradní věž dostala během úprav renesanční helmici a střechy byly ozdobeny volutovými štíty.
K dalším úpravám pak došlo v letech 1598–1602, kdy nechal Spazio naproti vchodu do horního zámku novou kapli, zasvěcenou sv. Anně, přístupnou z hradu krytou chodbou a navazující na novou dvoupatrovou budovu „dolního“ (také „nového“) zámku. Na výzdobě kaple se podíleli Ambrosius Fritsch a Bartoloměj Spranger. Do osy průčelí nové zámecké budovy byla vestavěna osmiboká schodišťová věž a budova sama byla opatřena bohatou figurální sgrafitovou výzdobou. Veškeré tyto přestavby sice přeměnily hrad v honosné panské sídlo, zároveň však omezily jeho obranyschopnost.
Po smrti Melchiora roku 1600 spravovala za svého nezletilého syna Kryštofa redernské državy Kateřina z Redernu (rozená Šliková). Také za její správy panství vzkvétalo hospodářsky i stavebně, nechala například postavit ve frýdlantském farním kostele skvostnou rodinnou hrobku a podstatně rozšířit liberecký zámek.
Kryštof z Redernu převzal správu majetku roku 1611. Pro Rederny tragický (a pro Kryštofa zvlášť) byl rok 1618. 10. června tohoto roku zabil Kryštof v bitce svého druha z dětství, Albína Šlika. Příčina bitky není známa, za nejpravděpodobnější se pokládá Kryštofova prchlivost. Ještě závažnější událostí byla druhá pražská defenestrace 23. května, kterou začalo české stavovské povstání. Kryštof se jej účastnil spolu se svým strýcem Jáchymem Ondřejem Šlikem. Je nejasné, zda se mladý Redern osobně zúčastnil bitvy na Bílé hoře. Naopak jisté je, že se po prohrané bitvě uchýlil se strýcem na frýdlantský hrad. Jáchym Ondřej Šlik byl na hradě v březnu 1621 zatčen saským oddílem a předán císařským a nakonec popraven na Staroměstském náměstí jako první ze 27 českých pánů. Podle císařského rozhodnutí z dubna téhož roku se měli všichni rebelové dostavit k soudu pod hrozbou ztráty života, cti a majetku, což však Kryštof neučinil a uchýlil se na své zawidówské panství (náležící k Sasku). Již v červnu 1622 bylo frýdlantské a liberecké panství prodáno Albrechtu z Valdštejna.

### Albrecht zValdštejna

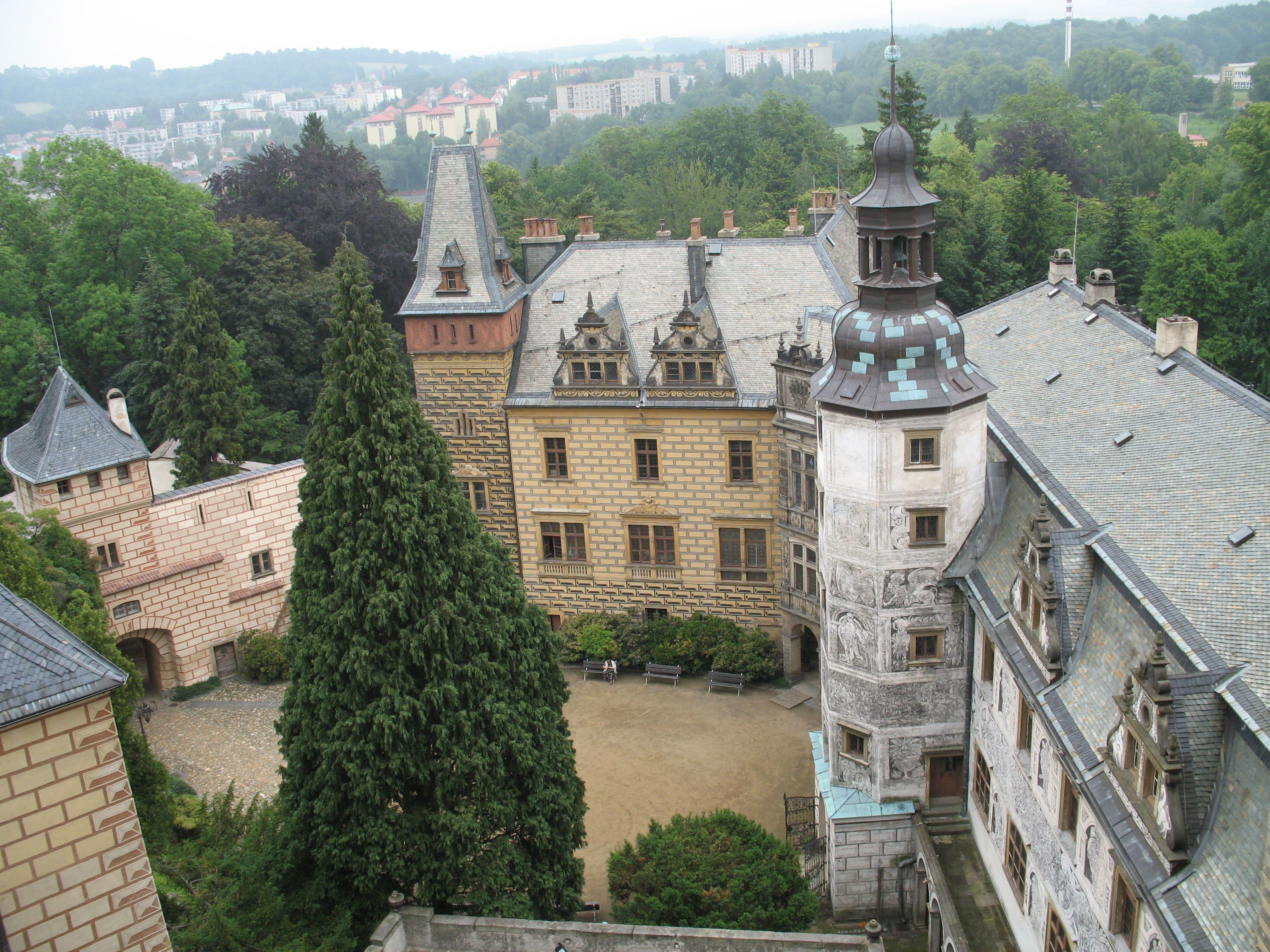
Pohled od hradu na zámecké nádvoří s Dolním zámkem
a Kastelánským křídlem

Nejznámější majitel frýdlantského panství, Albrecht z Valdštejna, projevoval snahu jej získat již od března roku 1621. Již po 20. březnu umístil se svolením hraběte Lichtenštejna na hrad posádku. Takto zajištěné panství si následně vyžádal od císaře jako zástavu za půjčené peníze, což císař Ferdinand II. odsouhlasil 21. června 1621. Přednostní právo na koupi libereckého a frýdlantského panství získal Valdštejn 18. února 1622 a svého práva využil 5. června 1622, kdy je definitivně odkoupil a získal v léno a ke svému jménu připojil přídomek „z Frýdlantu“. Albrecht z Valdštejna tak získal rozlehlá, bohatá a starobylá panství, která měla výhodnou polohu a na kterých se stále ještě zachovával lenní systém odpovídající jeho představě o správě vlastního dominia.
I když tato panství nesla jméno vévodství frýdlantské, jejich centrem se stal Jičín. Na frýdlantském hradě vévoda pobýval pouze krátce v letech 1627, 1628 a 1630. Do samotné stavby hradu éra jeho vlády prakticky nezasáhla, došlo jen k nevelkým úpravám vojenské povahy: brána byla pobita železným plechem, prohloubením hradní studny se zlepšilo zásobování vodou a bylo opraveno opevnění.
Pro frýdlantské a liberecké panství znamenala vláda Albrechta z Valdštejna období prosperity. Zatímco okolní panství pustošily probíhající boje třicetileté války, Frýdlantsko bylo válečných útrap ušetřeno a získalo dokonce přídomek „terra felix“ – šťastná země. Patrně ve snaze získat pro sebe českou korunu však Albrecht začal jednat také se Švédy a jinými odpůrci Habsburků. Tato dvojakost vyvolávala na císařském dvoře stále větší podezření, které vydatně přiživovali Valdštejnovi odpůrci a někteří z jeho spolupracovníků a které také vedlo k jeho zavraždění 25. února 1634 v Chebu.

### Gallasové

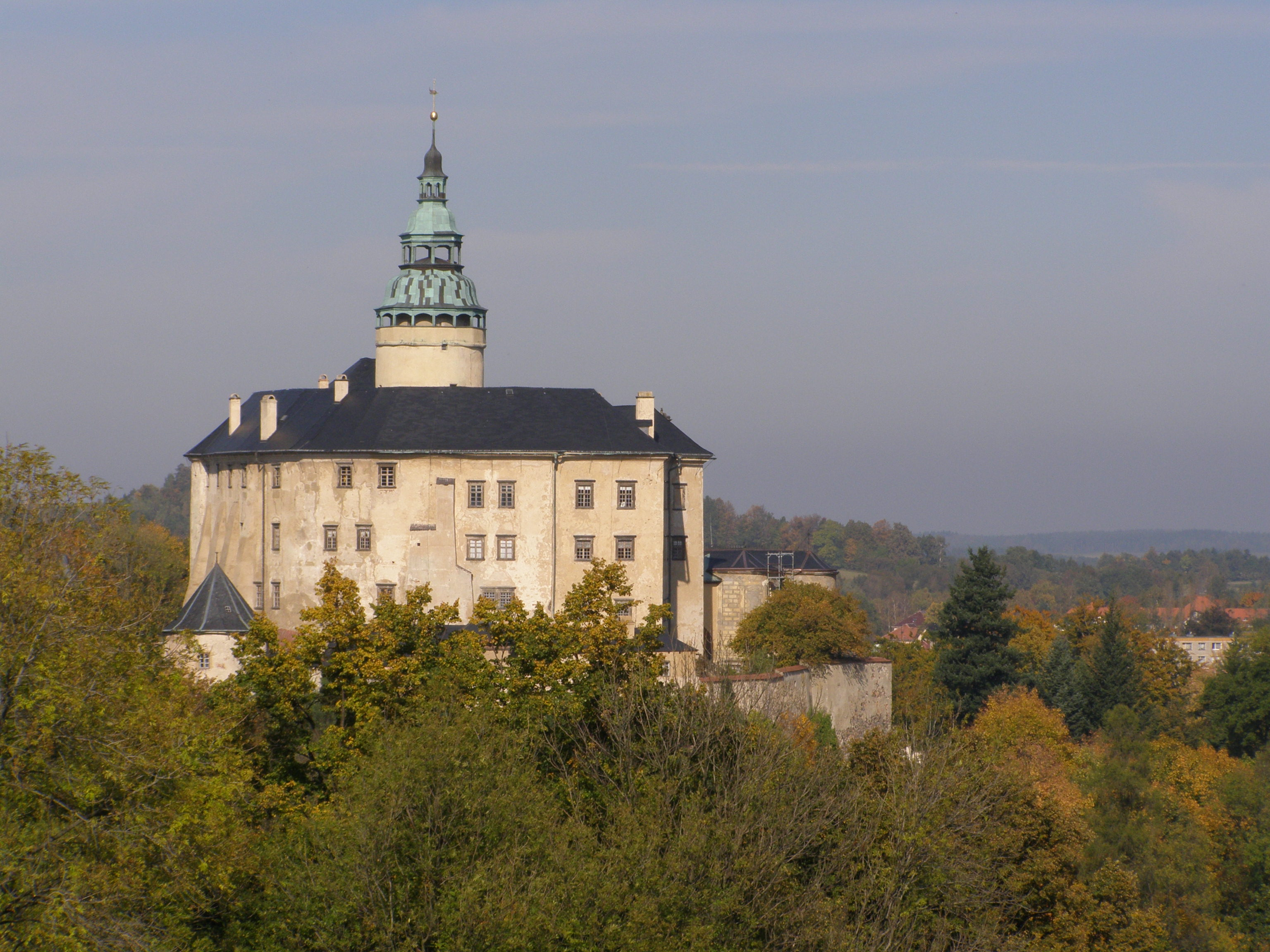
Pohled na zámek z lokality Hág

Jedním ze spiklenců proti Valdštejnovi byl i jeho generál – hrabě Matyáš Gallas, jeden z nejvýznamnějších vojenských velitelů své doby. Jako odměnu za své kroky proti Valdštejnovi získal liberecké a frýdlantské panství, dům Kinských v Praze a stříbro z pozůstalosti maršála Ilova a byl jmenován vrchním velitelem císařské armády. Tím se Gallasové, původně chudý štýrský rod, stali majiteli frýdlantského hradu a jedním z nejvýznamnějších rodů monarchie.
Éra Matyáše Gallase byla pro Frýdlantsko nepříliš šťastným obdobím. Obchodně výhodná poloha Frýdlantu na stezce z Žitavy do Slezska přiváděla na panství za třicetileté války střídavě všechny bojující strany. Město bylo dobýváno roku 1631 Sasy, v letech 1634 a 1635 Švédy. Roku 1636 Švédové dokonce obsadili na dva roky i hrad, roku 1639 je na hrad pustil sám zámecký hejtman, kterému předtím dezertovala téměř celá zámecká posádka složená z místních sedláků. Hrad se dále neubránil švédskému generálovi Torstensonovi roku 1642 – ten zde zůstal jeden rok. Během dalšího švédského nájezdu, 16. prosince 1645, byl hrad ostřelován dělostřelectvem a jeho posádka se vzdala výměnou za bezpečný odchod, Švédové hrad opustili až roku 1649.
Stavební úpravy hradu v této době se soustředily výhradně na zlepšení obranných možností komplexu. Nejvíce k jeho obraně přispěli Švédové, kteří během let 1646–47 vybudovali před hlavní bránou mohutný barbakan, zesílili opevnění pětibokými baštami, zvanými „Ostré rohy“ a upravili také hradní příkop. Velitel tehdejší posádky Benjamin Magnus Nortmann nechal do zdi vsadit nápis ve znění: „Pax bello potior, sequar trahentia fata“ (Mír je mocnější než válka, půjdu tam, kam mě osud povede).
Sám Matyáš Gallas se v této době na hradě nezdržoval, byl v té době vázán svými povinnostmi vrchního velitele císařské armády a svá panství používal jen jako zdroj příjmů. Když v dubnu 1647 zemřel, zanechal po sobě dva nezletilé syny: Františka Ferdinanda a Antonína Pankráce, za které museli panství spravovat jejich poručníci. Pánem Frýdlantska a Liberecka se stal roku 1674 František Ferdinand z Gallasu. Jeho državy byly válkou vyčerpané a probíhala z nich trvalá migrace obyvatelstva, které prchalo do Lužice před protireformací. Hospodářské obtíže řešil František Ferdinand zvyšováním poddanských povinností, což vyústilo v nevolnické povstání, jehož vůdčí osobností byl v letech 1679–1687 řasnický kovář Andreas Stelzig. Ten byl také později na zámku vězněn před svým odsouzením k pevnostním pracím na Rábu.
Nejvýznamnějším z Gallasů byl Františkův syn Jan Václav z Gallasu působící v císařských diplomatických službách v Londýně, Haagu a Římě a který se roku 1719 stal dokonce místokrálem Neapolským – tento titul však nedržel dlouho, neboť po třech dnech zemřel. Podařilo se mu k panství libereckému a frýdlantskému připojit také panství grabštejnské. Dalšího rozšíření gallasovských držav dosáhl jeho syn Filip Josef z Gallasu, který k nim připojil ještě panství Lemberk a další území ve východních Čechách. Během válek o rakouské dědictví byl hrad obsazen nepřátelskými silami, nebyl ale obléhán, což se zopakovalo ještě během sedmileté války. Když Filip Josef Gallas roku 1757 jako poslední z rodu Gallasů zemřel, převzala správu nad panstvími jeho manželka Anna Marie, hraběnka z Colonna-Felsu.
Vzhledem k trvalému nedostatku financí nebyli Gallasové schopní rozšiřovat všechna svá sídla a tak například na Frýdlantě probíhaly především práce udržovací a opravy po požárech v letech 1676 a 1684. I když Jan Václav z Gallasu žil převážně mimo Čechy a investoval velké sumy do stavby nového paláce v Praze, došlo za něj k úpravě zámeckých interiérů. Stavitel Marcantonio Canevalle, kterému byla přestavba svěřena, jim dodal intimnější vzhled patrný zejména v  tzv. rytířském sále.

### Clam-Gallasové

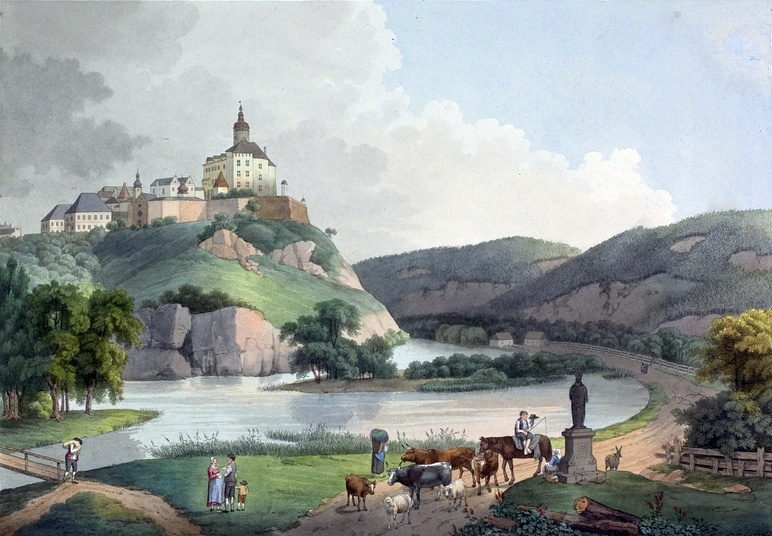
Zámek Frýdlant, malba Lovra Janši z roku 1798

Hraběnka Anna Marie zemřela již dva roky po svém manželovi a podle závěti připadly veškeré gallasovské statky jejímu synovci Kristiánovi Filipovi z Clamu, který ke svému jménu poté připojil rodinné jméno Gallasů. Kristián Filip z Clam-Gallasu byl velkým milovníkem a mecenášem umění, v Praze založil zahradu Klamovka a jeho pražský palác navštěvoval mladý Ludwig van Beethoven. Na Frýdlantsku došlo za něho k povstání poddaných roku 1775, založil však také Lázně Libverda a pokusil se o zvýšení hospodářského potenciálu panství. Jeho nástupcem byl Kristián Kryštof z Clam-Gallasu v díle svého otce pokračoval, dále podporoval hudbu, výtvarné umění a byl předsedou Společnosti vlasteneckých přátel umění. Jeho manželce Josefíně, výborné zpěvačce rozené z Clary-Aldringenu, věnoval Ludwig van Beethoven dvě skladby. Jejich syn, Eduard z Clam-Gallasu, vstoupil v 18. letech do armády a stal se rakouským generálem a nositelem Řádu zlatého rouna. Vojenskou kariéru ukončil až roku 1866 po prohrané bitvě u Hradce Králové, kdy nedokázal se svým armádním sborem klást důraznější odpor postupujícím pruským jednotkám. Jeho syn František z Clam-Gallasu byl pak posledním mužským potomkem tohoto šlechtického rodu.

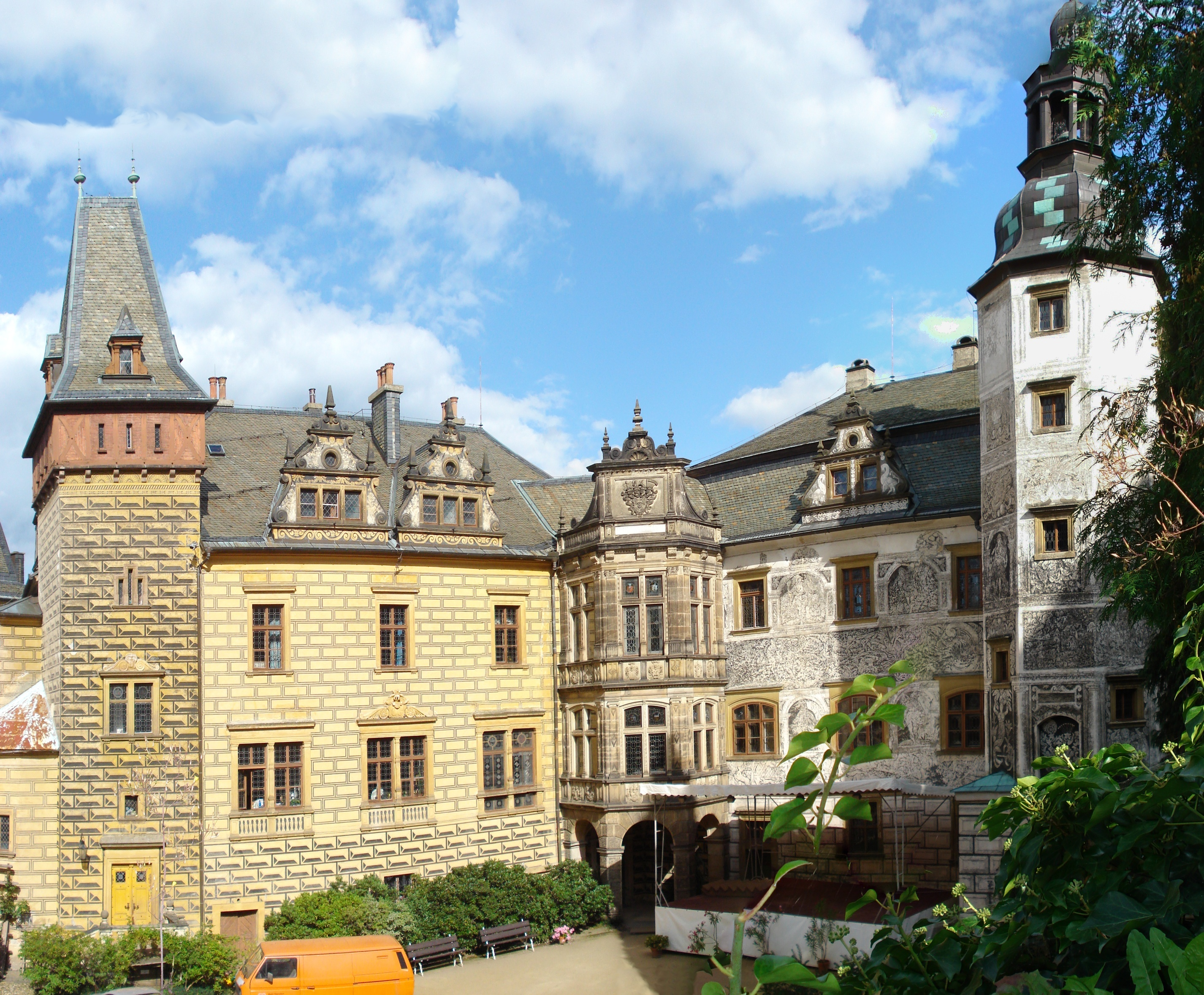
Nádvoří

Již první Clam-Gallasové zanechali v polovině 18. století nesmazatelnou stopu, když nechali na dolním nádvoří mezi bránou a zámkem postavit nové Kastelánské křídlo a opravit zámecké fasády, jejichž nová barevná podoba zakryla stará renesanční sgrafita. Zámek v této podobě navštívil také císař Josef II. roku 1779. Významnou změnou byl postupný přesun obytných prostor panstva do zámku a uvolnění hradu pro rozsáhlé sbírky zbraní, nábytku, obrazů a knih, které založili Kristián Filip a Kristián Kryštof a které byly později dále systematicky rozšiřovány. Tyto sbírky postupně zaplnily celý hrad a ten byl roku 1801 zpřístupněn veřejnosti jako první hradní památka ve střední Evropě. Roku 1842 byl zásluhou Františka Palackého na hrad pozván Karel Jaromír Erben, který měl uspořádat zámecký archiv.
K dalším stavebním úpravám došlo v letech 1867–1869 za Eduarda z Clam-Gallasu, kdy došlo k řadě úprav vedených v duchu historismu. Vídeňský stavitel W. Heck tehdy postavil dvoupatrové křídlo navazující na dolní zámek, na čelní pětiboké baště byla postavena věžička se střílnami a cimbuřím, zámecké fasády byly opatřeny sgrafitovými omítkami a výsledný novorenesanční vzhled ještě doplnily nové štíty a vikýře.

### Český stát
Clam-Gallasové obývali zámek až do roku 1945, kdy byl zámek konfiskován na základě dekretů prezidenta republiky. Československý stát rozšířil části přístupné návštěvníkům nejprve o dolní zámek a v 60. letech i o kastelánské křídlo. Roku 1960 byla na dolním zámku odhalena původní redernovská sgrafita. Protože do roku 1995 došlo na hradě k některým nevhodným úpravám, po tomto roce byly na hradě postupně realizovány mnohé restaurační a stavební práce, které měly památce vrátit její původní vzhled. Byly opraveny střechy, v interiérech byla obnovena původní výmalba a do někdejší podoby byly instalovány také některé ze sbírek.
Podle názoru dvou Němců, Ericha Stenze a Georga Mederera, by se na zámku měla nacházet ukrytá Jantarová komnata. Oba po ní na zámku v roce 2014 pátrali, leč bezúspěšně. Podle jejich tvrzení je Jantarová komnata ukryta za zdí ve sklepení zámku. V roce 2016 se tedy na objekt vrátili, avšak novým průzkumům brání jak kastelánka, tak Národní památkový ústav.

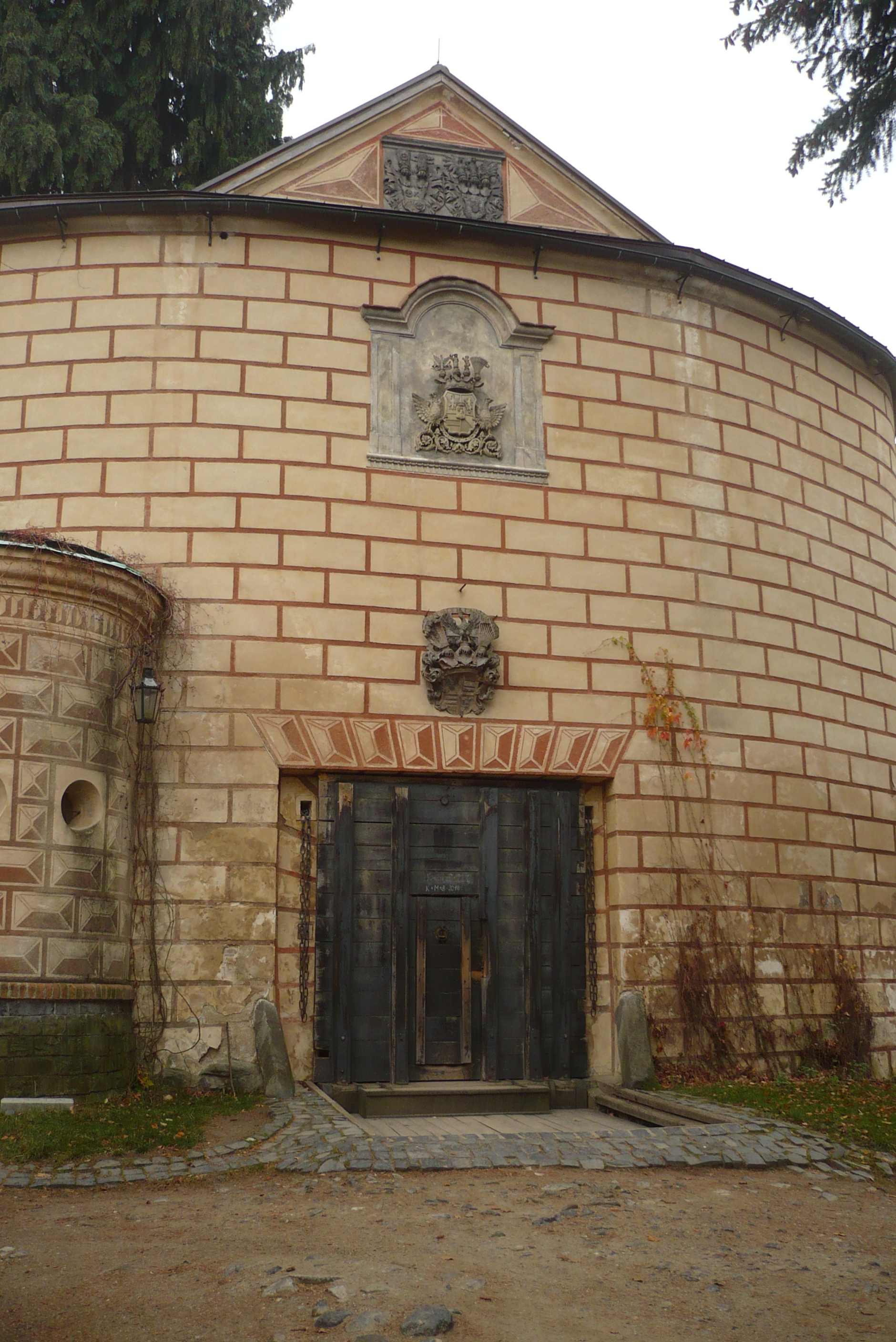
Erby
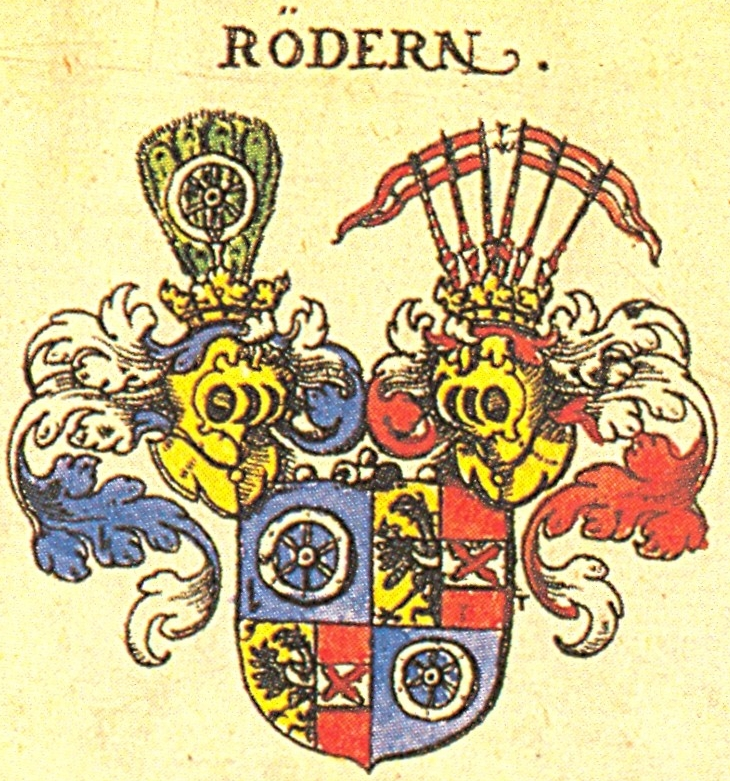
Erb Rödern (vl, fronton)
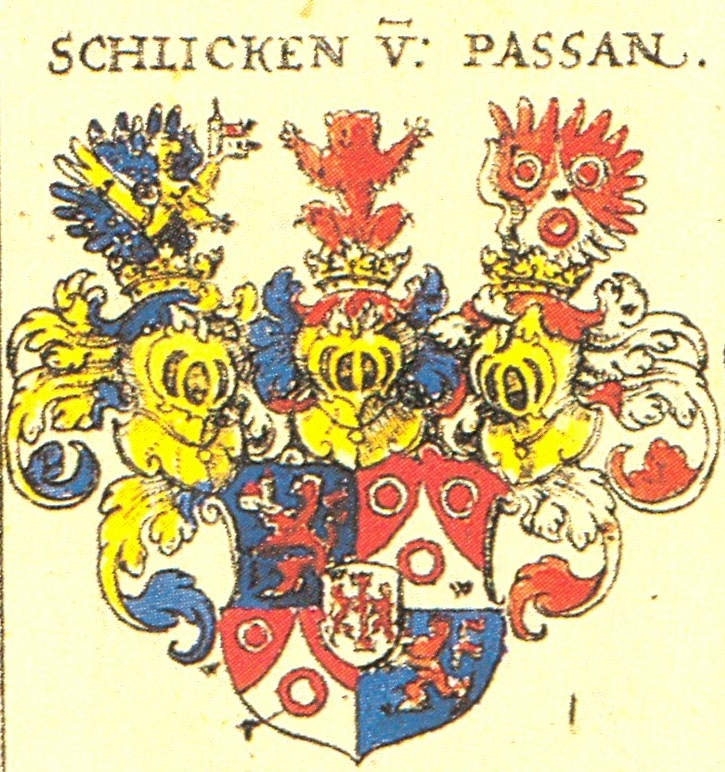
Erb Schlicken (vp, fronton)
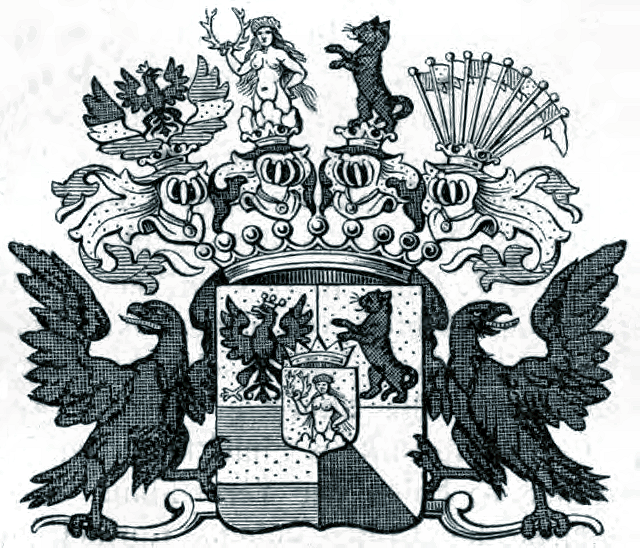
Erb Clam-Gallas (horní)
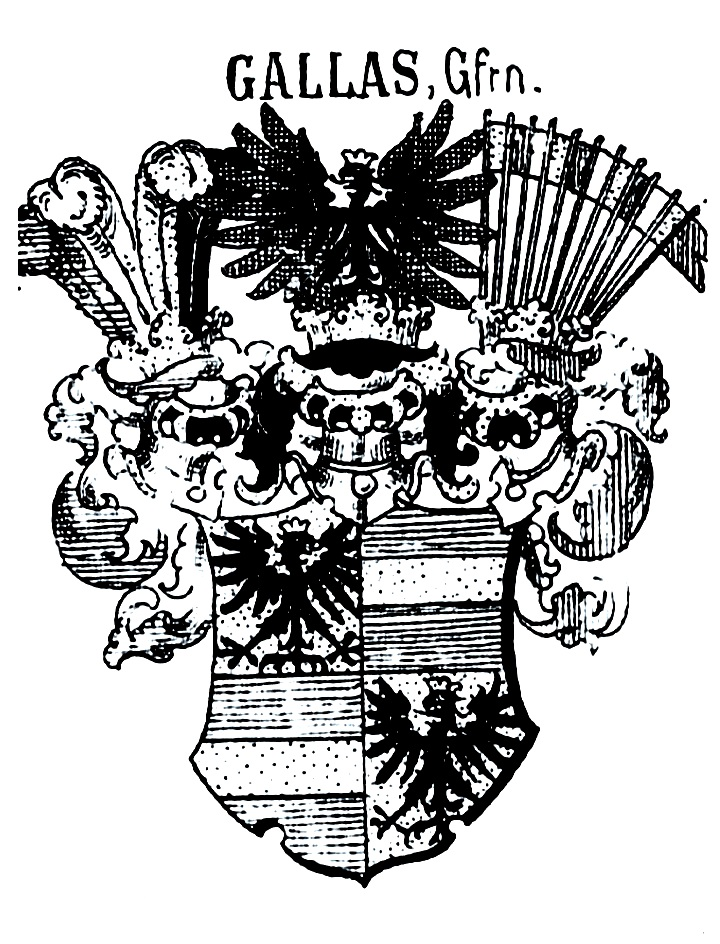
Erb Gallas (dolní)

## Turistické informace
| Rok  | Počet návštěvníků |
| ---- | ----------------- |
| 2015 | 43 919            |
| 2016 | 59 298            |
| 2017 | 50 150            |
| 2018 | 49 978            |

Expozice: Zámecká kuchyně, funkční kamna a gril, měděné a cínové nádobí. Od roku 1995 také expozice dýmek. Expozice hradního muzea je zaměřena na třicetiletou válku a osobu Albrechta z Valdštejna. Nově otevřená expozice Zbrojnice představuje více než 1 000 loveckých i vojenských zbraní.
1. prohlídkový okruh
zahrnuje hradní nádvoří se sgrafitovou výzdobou a hradní interiéry (rytířský sál, uniformy zámeckého služebnictva, sbírka zbraní, vrchnostenská kancelář, unikátní sbírka dýmek a další), zámecká kaple sv. Anny, ve které jsou nově vystaveny liturgické předměty a zámecké interiéry (pokoje hraběnky, koupelna, dětský pokoj, pokoje hraběte, reprezentační místnosti, jídelna, kuchyně) – prohlídka s průvodcem, délka prohlídky 90–120 minut
2. prohlídkový okruh
Tvoří rozsáhlá kolekce historických zbraní, jež je nainstalovaná způsobem obvyklým v 19. století (původní vitríny a stojany) – prohlídka s průvodcem, délka prohlídky 60 minut
3. prohlídkový okruh
Určen hlavně dětem. Trvá asi 30 minut a děti projdou prvním patrem hradu a na závěr se mohou vyfotit na trůně nebo namalovat obrázek, který si mohou odnést nebo v místnosti vystavit.

## Zámek ve filmu
- Rumplcimprcampr (1997, režie Zdeněk Zelenka)[6]
- Peklo s princeznou (2009, režie: Miloslav Šmídmajer)
- Jak si nevzít princeznu (2021, režie Karel Janák)[7]